# Gianfranco Petris
Gianfranco Petris (Budoia, 30 de agosto de 1936 - 1 de julho de 2018) foi um jogador de futebol italiano.

## Carreira
Gianfranco jogou em vários clubes, incluindo Treviso, Triestina, Fiorentina, Lazio e Polisportiva Trani.
Morreu em 1 de julho de 2018, aos 82 anos.